# Frank Lynch-Staunton
Frank C. Lynch-Staunton, AOE (* 8. März 1905 in Pincher Creek, Alberta; † 25. September 1990 in Edmonton) war ein kanadischer Politiker. Von 1979 bis 1985 war er Vizegouverneur der Provinz Alberta.

## Biografie
Nachdem Lyhnch-Staunton die North Fork County School besucht hatte, ging er drei Jahre lang ans Western Canadian College in Calgary. Von 1923 bis 1927 besuchte er die University of Alberta und studierte Ingenieurwissenschaften. 1929 heiratete Lynch-Staunton seine erste Frau, Monica Adam. Mit ihr hatte er drei Kinder. Nach dem Tod seiner Gattin heiratete er 1989 Muriel B. Shaw.
Im Frühling 1927 erhielt Lynch-Staunton eine Stelle, bei der ihm aufgetragen wurde, das Gebiet um Lethbridge zu vermessen. Zu den Vermessungsobjekten gehörte unter anderem ein Viadukt an der Bahnstrecke der Canadian Pacific Railway. Nach zwei Monaten wurde er beim Unternehmen Imperial Oil als geologischer Landvermesser eingestellt. Zwei Jahre später jedoch begann er eine Partnerschaft mit seinem Vater, der eine Ranch besaß. Der Familienbetrieb wird heute von seinem Sohn Hugh geführt. Frank Lynch-Staunton gründete Community Auction Sales, eines der ersten Unternehmen, das Rinder durch Versteigerungen verkaufte. 1933 trat er in die kanadische Armee ein. Er quittierte den Dienst dort zehn Jahre später im Range eines Majors. 
1955 begann Lynch-Stauntons politische Karriere, als er neun Jahre lang als Stadtrat des Wahlbezirks 9 tätig war. Von 1959 bis 1965 war er Mitglied des Senats der University of Lethbridge. Auf Empfehlung von Premierminister Joe Clark wurde Lynch-Staunton am 18. Oktober 1979 durch Generalgouverneur Edward Schreyer zum Vizegouverneur der Provinz Alberta. Er wirkte in diesem Amt bis zum Ablauf seiner Amtszeit am 18. Oktober 1984, blieb jedoch bis zur Vereidigung seines Nachfolgers am 22. Januar 1985 im Amt. 
Während seiner Amtszeit als Vizegouverneur erhielt Lynch-Staunton 1980 die Ehrendoktorwürde der University of Alberta, drei Jahre später die von Lethbridge. 1987 veröffentlichte er seine Autobiographie Greener Pastures: The Memoirs of F. Lynch-Staunton. Er starb am 25. September 1990 in Edmonton und wurde auf dem St. George’s Friedhof in Livingston begraben. 